# Картан, Анри
Анри́ Поль Карта́н (фр. Henri Paul Cartan; 8 июля 1904, Нанси, Франция — 13 августа 2008, Париж), сын Эли Картана, так же как и отец, был выдающимся и влиятельным французским математиком.

## Биография
Окончил знаменитую Высшую нормальную школу, где он был учеником П. Монтеля. Основные работы в области гомологической алгебры (его совместная с С. Эйленбергом книга стала знаменитой), алгебраической топологии, теории функций комплексного переменного, и общей топологии (теория фильтров, обобщившая понятие предела).
Среди его учеников наиболее известны Ж.-П. Серр и Р. Том.
Лауреат премии Вольфа (1980). Являлся членом Французской академии наук, иностранным членом Лондонского королевского общества, Российской академии наук, Национальной академии наук США, Датской и Шведской королевских АН, Польской АН, Финской академии науки и литературы, почётным членом Немецкого математического общества.
Был одним из основателей группы Бурбаки и наиболее активных её участников.
Боролся за освобождение своих коллег-математиков, ставших в своих странах диссидентами и преследуемых правительствами: Леонида Плюща в СССР, Хосе Луиса Массеры в Уругвае, Сиона Ассидона в Марокко. Президент Союза европейских федералистов (1974—1985), выставлял свою кандидатуру на выборах в Европарламент 1984 года от «Списка за Соединённые Штаты Европы», получил 0,4 % голосов.

## Книги на русском языке
- Картан А., Эйленберг С. Гомологическая алгебра. — М.: ИЛ, 1960. — 510 с.
- Картан А. Элементарная теория аналитических функций одного и нескольких комплексных переменных. — М.: ИЛ, 1963. — 296 с.
- Картан А. Дифференциальное исчисление. Дифференциальные формы. — М.: Мир, 1971. — 392 с.